# Cheile Gârdișoarei
Cheile Gârdișoarei alcătuiesc o arie protejată de interes național ce corespunde categoriei a IV-a IUCN (rezervație naturală de tip mixt), situată în vestul Transilvaniei, în Țara Moților, pe teritoriul județului Alba.

## Localizare
Aria naturală  se află în sud-estul Munților Bihorului (pe cursul superior al văii Gârda Seacă, un afluent al râului Arieșul Mare) în extremitatea nord-vestică a județului Alba, pe teritoriul administrativ al comunei Arieșeni și este străbătută de drumul comunal DC750, care leagă localitatea Gârda Seacă de satul Casa de Piatră.

## Descriere
Rezervația naturală a fost declarată arie protejată prin Legea Nr.5 din 6 martie 2000, publicată în Monitorul Oficial al României, Nr.152 din 12 aprilie 2000, privind aprobarea Planului de amenajare a teritoriului național - Secțiunea a III-a - zone protejate și are o suprafață de 15 ha.  Aceasta se suprapune ariei de protecție specială avifaunistică - Munții Apuseni - Vlădeasa.
Aria protejată este inclusă în Parcul Natural Apuseni și reprezintă o zonă de interes geologic (chei, doline, stâncării) peisagistic (poieni și pajiști)  speologic (peștera Șura cu Galerii, Izbucul de la Coliba Gheoabului, Izbucul Gura Apei) și floristic. În arealul rezervației sunt întâlnite mai multe fenomene carstice rezultate în urma acțiunilor repetate ale aerului (îngheț-dezgheț, vânt, temperatură), apei (spălare, șiroire), precum și a proceselor gravitaționale (prăbușiri, surpări) desfășurate de-a lungul timpului.
Flora ariei protejate este una diversă, alcătuită din specii de plante distribuite etajat, funcție de structura geologică și geomorfologică, caracteristicile solului, climei sau altitudinii unde aceasta vegetează.
Vegetația lemnoasă are în componență arbori și arbusti cu specii de: brad (Abies alba), molid (Picea Abies),  fag (Fagus sylvatica), paltin de munte (Acer pseudoplatanus), scoruș de munte (Sorbus aucuparia), alun (Corylus avellana), mur (Rubus fruticosus) sau măceș (Rosa canina).

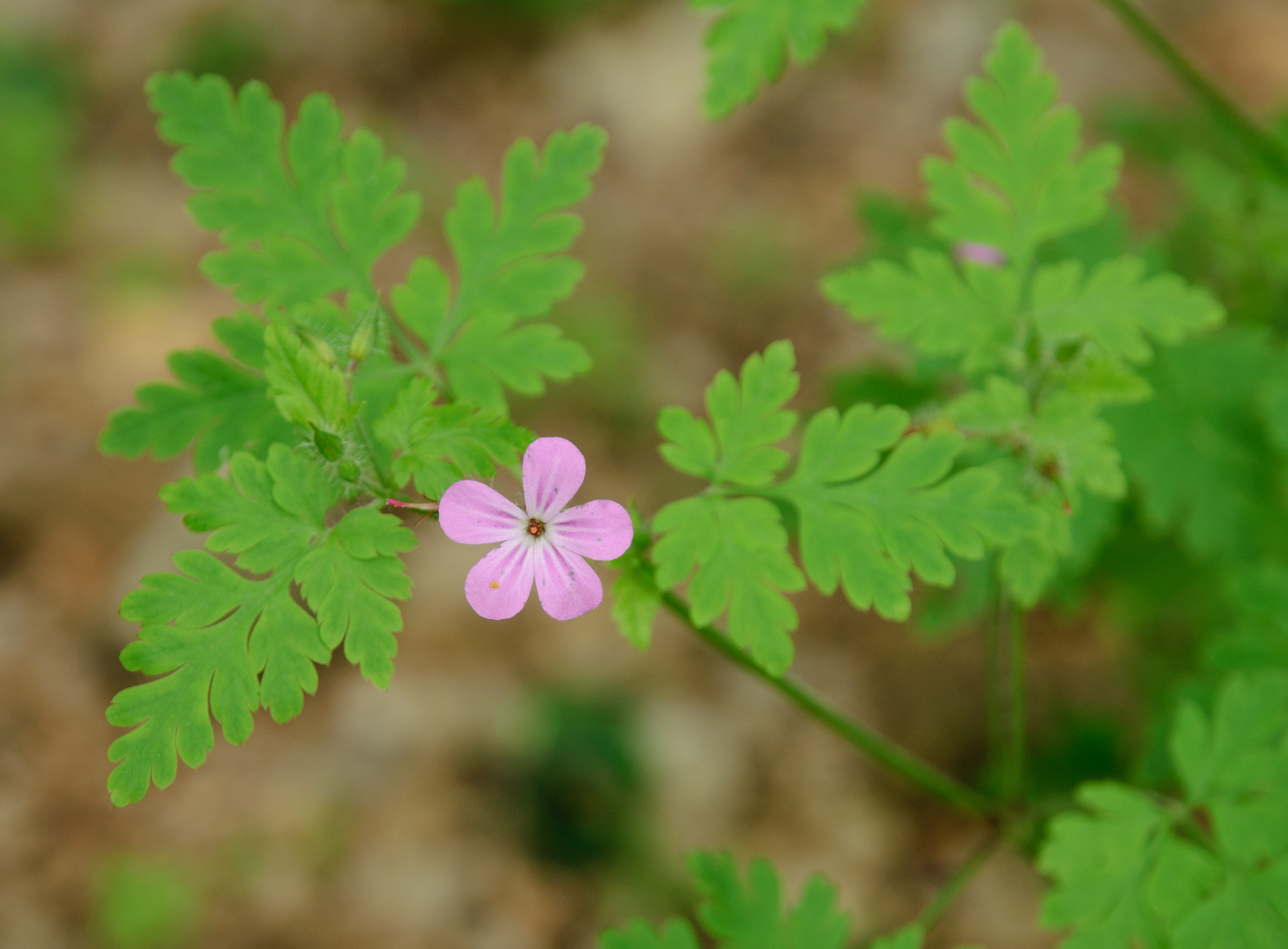
Năpraznică (Geranium robertianum)

La nivelul ierburilor sunt întâlnite câteva rarități floristice protejate prin Directiva Consiliului European 92/43/CE din 21 mai 1992 (privind conservarea habitatelor naturale și a speciilor de faună și floră sălbatică) sau endemice pentru această zonă a Apusenilor; printre care: clopoței (Campanula abietina), vinariță (Asperula odorata), lumânărica pământului (Gentiana asclepiadea), limba cerbului (Phyllitis scolopendrium), colțișor (Dentaria bulbifera), năpraznică (Geranium robertianum), rușuliță (Hieracium aurantiacum), sânziană (Galium verum), trânji (Neottia nidus-avis), șofrănel (Carthamus tinctorius), ruginiță (Asplenium ruta-muraria), iarba-cășunăturii (Saxifraga cuneifolia) sau păiuș (Deschampsia flexuosa).

## Monumente și atracții turistice
În vecinătatea rezervației naturale se află câteva obiective de interes istoric, cultural și turistic; astfel:
- Biserica de lemn "Înălțarea Domnului" din Arieșeni, construcție 1791, monument istoric (cod LMI AB-II-m-A-00177.01).
- Parcul Natural Apuseni
- Rezervațiile naturale: Izbucul Tăuzului, Peștera Ghețarul de la Vârtop, Cascada Vârciorog, Peștera Coiba Mare, Groapa Ruginoasa - Valea Seacă.